# Kaleidoscopic Vibrations: Electronic Pop Music From Way Out
Kaleidoscopic Vibrations: Electronic Pop Music From Way Out es el segundo álbum del dúo Perrey and Kingsley, el séptimo álbum de Jean-Jacques Perrey y el segundo álbum del compositor Gershon Kingsley. Fue publicado en 1967 por la discográfica Vanguard Records. En 1971 se relanzó con el nombre Kaleidoscopic Vibrations: Spotlight on the Moog.

## Antecedentes
En 1967, Perrey and Kingsley decidieron lanzar un segundo álbum como continuación de su primer trabajo, The in Sound from the Way Out. El dúo utilizó los sintetizadores Moog y Ondiolina, así como cintas, tijeras y grabaciones de instrumentos acústicos para crear Kaleidoscopic Vibrations: Electronic Pop Music From Way Out. Los músicos habían usado los métodos Ondiolina y de empalme en su primer álbum, pero el sintetizador Moog se implementó en este álbum desde que Jean-Jacques Perrey y Robert Moog se habían hecho amigos en esa época. Gershon Kingsley también se inspiró para usar el sintetizador después de ver algunos en acción en un concierto en vivo del Museo de Arte Moderno de Nueva York. Varias pistas de este álbum fueron utilizado en comerciales, programas de televisión y otras obras.

## Lista de canciones

### Versión de 1967
| Número | Título                      | Artistas                                              | Duración |
| ------ | --------------------------- | ----------------------------------------------------- | -------- |
| 1      | The Savers                  | Perrey and Kingsley                                   | 1:43     |
| 2      | Umbrellas of Cherbourg      | Michel Legrand                                        | 2:42     |
| 3      | Strangers in the Night      | Bert Kaempfert, Charles Singleton y Eddie Snyder      | 2:56     |
| 4      | One Note Samba-Spanish Flea | Jon Hendricks, Antonio Carlos Jobim y Newton Mendonça | 2:03     |
| 5      | Lover's Concerto            | Christian Petzold, Sandy Linzer y Denny Randell       | 2:11     |
| 6      | Third Man Theme             | Anton Karas                                           | 2:09     |
| 7      | Fallout                     | Perrey and Kingsley                                   | 1:54     |
| 8      | Baroque Hoedown             | Perrey and Kingsley                                   | 2:24     |
| 9      | Winchester Cathedral        | Geoff Stephens                                        | 2:14     |
| 10     | Carousel of the Planets     | Gershon Kingsley                                      | 2:39     |
| 11     | Toy Ballons                 | Billy Mure                                            | 2:04     |
| 12     | Moon River                  | Henry Mancini y Johnny Mercer                         | 2:38     |
| 13     | Más que Nada                | Jorge Duilio Lima Menezes                             | 2:19     |
| 14     | Pioneers of the Stars       | Gershon Kingsley y Andy Badale                        | 2:46     |

### Versión de 1971
| Número | Título                      | Artistas                                              | Duración |
| ------ | --------------------------- | ----------------------------------------------------- | -------- |
| 1      | The Savers                  | Perrey and Kingsley                                   | 1:43     |
| 2      | Umbrellas of Cherbourg      | Michel Legrand                                        | 2:42     |
| 3      | Strangers in the Night      | Bert Kaempfert, Charles Singleton y Eddie Snyder      | 2:56     |
| 4      | One Note Samba-Spanish Flea | Jon Hendricks, Antonio Carlos Jobim y Newton Mendonça | 2:03     |
| 5      | Lover's Concerto            | Christian Petzold, Sandy Linzer y Denny Randell       | 2:11     |
| 6      | Third Man Theme             | Anton Karas                                           | 2:09     |
| 7      | Fallout                     | Perrey and Kingsley                                   | 1:54     |
| 8      | Baroque Hoedown             | Perrey and Kingsley                                   | 2:24     |
| 9      | Winchester Cathedral        | Geoff Stephens                                        | 2:14     |
| 10     | Carousel of the Planets     | Gershon Kingsley                                      | 2:39     |
| 11     | Toy Ballons                 | Billy Mure                                            | 2:04     |
| 12     | Moon River                  | Henry Mancini y Johnny Mercer                         | 2:38     |
| 13     | Más que Nada                | Jorge Duilio Lima Menezes                             | 2:19     |
| 14     | Pioneers of the Stars       | Jean-Jacques Perrey y Andy Badale                     | 2:46     |

## Uso de sus canciones
Una versión de la canción «The savers» fue usada como apertura del programa The Joker's Wild, desde 1972 hasta 1978. La canción «Baroque Hoedown» fue usada como tema de cierre del programa El Chapulín Colorado desde 1975 hasta 1979, tanto la versión de Kaleidoscopic Vibrations: Electronic Pop Music From Way Out como la de Disney. La canción «One Note Samba-Spanish Flea» fue usada como tema principal para la Radio Quebec desde 1969 hasta 1970. La canción «Third Man Theme» fue usada en los primeros segundos de la canción «Pack yr romantic mind» del grupo Stereolab de 1993. La canción «Fallout» fue usada para BBC Radio en la década de los 70 como melodía de los reportes del clima. La canción «Carousel of the Planets» fue usada para la abertura del programa Éramos Seis en 1980, perteneciente a la cadena TV Tupi.

## Inspiración
La segunda canción del álbum, «Umbrellas of Cherbourg», tiene el mismo título de la película Umbrellas of Cherbourg de 1964. El tercer tema del álbum tiene el mismo nombre de la canción Strangers in the Night de 1966. El título del cuarto tema es una mezcla entre los títulos de las canciones One Note Samba y Spanish Flea. El quinto, llamado «Lover's Concerto», está basado en el Minueto in G Major de Bach.
La canción «Winchester Cathedral» es una versión de la canción Winchester Cathedral de The New Vaudeville Band. La canción «Moon River» es una versión de la canción Moon River del artista Andy Williams.

## Versiones
La canción «I Will Wait For You» del año 2009, compuesta por los artistas Beegie Adar y David Davinson, es una versión de la canción «Umbrellas of Cherbourg».

## Kaleidoscopic Vibrations: Spotlight on the Moog
En 1971, el álbum fue relanzado bajo el título Kaleidoscopic Vibrations: Spotlight on the Moog.

## «Baroque Hoedown» y Disney
Una versión de la canción Baroque Hoedown se utiliza como música subyacente en el Main Street Electrical Parade de Disney. En 1971, poco después de la apertura de Walt Disney World, el presidente de Walt Disney Productions estaba preocupado por la poca atención que se prestaba a Disneyland, por lo que se inició un proyecto para diseñar un evento nocturno para el parque que mantuviera a los visitantes en las horas de la noche. Lo que ocurrió fue la creación del Main Street Electrical Parade, una serie de espectáculos electrónicos. El vicepresidente de entretenimiento de Disneyland, Bob Jani, había considerado usar la música sinfónica de la película Fantasía como música de fondo para el desfile, pero el productor Jack Wagner señaló que la música debería ser electrónica en lugar de orquestal. La colección de álbumes de Wagner incluyó Kaleidoscopic Vibrations: Electronic Pop Music From Way Out de Jean-Jacques Perrey y Gershon Kingsley, y la canción Baroque Hoedown fue elegida por su tempo ideal para la coreografía de desfiles.
El desfile ha tenido una ejecución continua en los parques temáticos de Disney en todo el mundo desde su estreno en Disneyland el 17 de junio de 1972. La canción también se ha utilizado en otras producciones de parques temáticos de Disney, como Industrial Light & Magic, Los sueños se hacen realidad y el desfile eléctrico pinta la noche.